# دوغ رينولدز
دوغ رينولدز (بالإنجليزية: Doug Reynolds) هو محامي وسياسي أمريكي، ولد في 8 فبراير 1976 في هنغتينغتون في الولايات المتحدة. حزبياً، نشط في الحزب الديمقراطي.

## وصلات خارجية
- الموقع الرسمي